# Anton Dyroff
Anton Dyroff (* 5. März 1864 in Aschaffenburg; † 23. Juni 1948 in Ostermünchen) war ein deutscher Staatsrechtler und Professor an der Ludwig-Maximilians-Universität München.
Dyroff wurde als Sohn eines Kaufmanns geboren. Wie seine beiden Brüder Karl und Adolf machte er sich als Gelehrter einen bleibenden Namen.
Er studierte an der Ludwig-Maximilians-Universität in München Rechtswissenschaft. Seit 1883 gehörte er der Studentenverbindung Apollo München (seit 1933 Münchener Burschenschaft Apollo in der DB) an. 1902 wurde er dort zum Professor für Staats-, Verwaltungs- und Kirchenrecht berufen.
Er war mit Mena Reber (1871–1931) verheiratet. Seine Tochter Else (1894–1972)  war ab 1917 mit dem späteren bayerischen Ministerpräsidenten und Bundesminister Fritz Schäffer verheiratet.

## Werke
- Rechtssatzung und Gesetz zunächst nach bayerischem Staatsrecht. München 1889
- Annalen des Deutschen Reichs für Gesetzgebung, Verwaltung und Volkswirtschaft. München 1901–1931
- Bayerisches Verwaltungsgerichtsgesetz. Ansbach 1917